# Glaciar Helado
El glaciar Helado es una masa de hielo permanente y en movimiento que junto al glaciar Sarmiento de Gamboa, están ubicados en el campo de hielo Isla Santa Inés, al suroeste de la salida occidental del estrecho de Magallanes, en la Región de Magallanes y Antártica Chilena, provincia de Magallanes, comuna de Punta Arenas. Está dentro de los deslindes de la Reserva Nacional Alacalufes.
Los nombres de ambos glaciares fueron dados por la tripulación de los barcos de turismo que recorren la zona.
En la isla existen 258 glaciares que ocupan un área de 274 km².